# Feuer frei auf Frankie
 Feuer frei auf Frankie  ist ein deutscher Spionagefilm aus dem Jahre 1967 mit Joachim Fuchsberger in einer Doppelrolle.

## Handlung
Der erfolgreiche Wissenschaftler Peers hat einen Treibstoff entwickelt, der ganz neue Wege in der Raumfahrt ermöglichen soll. Sein Assistent Bargher verkündet in Genf die Testergebnisse. Daraufhin wird Peers von Gangstern entführt. Da er die Entführung nicht überlebt, konzentrieren sich die Gangster nun auf seinen Assistenten. Da kommt die CIA auf die Idee, seinen Bruder, den Playboy Frankie, zu überreden, die Rolle des Dr Barghers einzunehmen.

## Kritiken
„Agentenfilm von durchschnittlicher Spannung.“

„Ein Agentenfilm, der sich durch die Frische der Inszenierung von der Dutzendware seines Genres unterscheidet. Akzeptable Unterhaltung.“

## Trivia
Die Erstaufführung war am 11. August 1967. Spanischer Titel ist Misión en Ginebra, italienischer Per 50.000 maledetti dollari.
Der Film ist am 3. Februar 2012 auf DVD erschienen.